# Znacznik (inżynieria genetyczna)
Znacznik – sekwencja peptydowa dołączana do końca N- lub C- rekombinowanego białka w celu ułatwienia jego detekcji, oczyszczania lub zwiększenia rozpuszczalności. Znacznik kodowany jest przez odpowiednią sekwencję nukleotydową dołączoną tuż za kodonem start lub tuż przed kodonem stop pożądanego białka, w wyniku czego przy ekspresji genu powstaje białko fuzyjne. 
Znaczniki powinny być łatwe do wykrycia oraz usunięcia przez odpowiednie proteazy. Nie powinny wpływać na strukturę białka rekombinowanego, natomiast powinny wykazywać wysokie powinowactwo do złoża przeznaczonego do jego oczyszczania i możliwość elucji substancjami niskocząsteczkowymi.
Nie istnieją znaczniki spełniające wszystkie pożądane kryteria, dlatego niekiedy optymalnym rozwiązaniem jest stosowanie jednocześnie kilku znaczników. Przykładowo, w celu zwiększenia rozpuszczalności białka stosowane są takie znaczniki jak MBP-Tag (białko wiążące maltozę),  GST-Tag, His-Tag (do ułatwienia oczyszczania metodą chromatografii metalopowinowactwa), a do śledzenia losów białka przy oczyszczaniu – tzw. rainbow tags, nadające określony sygnał wizualny (np. białko GFP).